# Уилсон, Бриттни
Бриттни Уилсон (англ. Brittney Wilson; род. 26 марта 1991, Чиллиуок, Британская Колумбия, Канада) — канадская актриса. Трижды номинировалась на премию «Молодой актёр».

## Биография
Родилась 26 марта 1991 года в Чиллиуоке, Канада. Начала сниматься в рекламе ещё с шести лет, а в семь уже дебютировала на телевидении в сериале Disney Channel «Чудеса.com». В это же время она начинает работать с сфере озвучивания.
В 2007 сыграла одну из своих первых главных ролей, снявшись в роли Лорен Слэйтон в телесериале «Долина динозавров». Сериал был закрыт после первого сезона. До этого у неё была второплановая, но более продолжительная роль в ситкоме «Ромео!», в котором она снималась с 2003 по 2006 год. Впоследствии появлялась в эпизодах популярных сериалов, таких как «Жизнь непредсказуема» и «Мотель Бейтс».
Наиболее известными появлениями актрисы в кино стали роли в фильмах «В шоу только девушки», «Шрам 3D» и «Запертые в гараже». После 2015 стала всё чаще появляться в телевизионных фильмах канала Hallmark.

## Фильмография
| Год       |    | Русское название             | Оригинальное название           | Роль                                   |
| --------- | -- | ---------------------------- | ------------------------------- | -------------------------------------- |
| 2003—2006 | с  | Ромео!                       | Romeo!                          | Мира Саллинджер                        |
| 2004      | ф  | В шоу только девушки         | Connie and Carla                | Карла в детстве                        |
| 2006      | с  | Собиратель душ               | The Collector                   | Дьявол / девочка из католической школы |
| 2007      | с  | Долина динозавров            | Dinosapien                      | Лорен Слэйтон                          |
| 2007      | ф  | Шрам 3D                      | Scar                            | юная Джоан                             |
| 2010      | с  | Жизнь непредсказуема         | Life Unexpected                 | Кейси (одноклассница Лакс)             |
| 2011      | мф | Барби: Тайна феи             | Barbie: A Fairy Secret          | Кристал (озвучивание)                  |
| 2011      | мф | Барби: Академия принцесс     | Barbie: Princess Charm School   | Деленси Девин (озвучивание)            |
| 2012      | с  | Р. Л. Стайн: Время призраков | R. L. Stine's The Haunting Hour | Рейлин                                 |
| 2012      | ф  | Запертые в гараже            | Locked in a Garage Band         | Лора-Кейт                              |
| 2013      | ф  | Пугало                       | Scarecrow                       | Бет                                    |
| 2013      | с  | Мотель Бейтс                 | Bates Motel                     | Лисса                                  |
| 2013      | с  | Кинг и Максвелл              | King & Maxwell                  | Алисия Вудли                           |
| 2014      | ф  | Путь нечестивых              | Way of the Wicked               | Синди                                  |
| 2015      | с  | Олимп                        | Olympus                         | Коринна                                |
| 2019—2020 | с  | Хороший доктор               | The Good Doctor                 | медсестра Флетч                        |